# Грудной проток
Грудной проток (лат. ductus thoracicus) — самый крупный (30—41 см) и основной лимфатический сосуд. Формируется в брюшной полости (располагается забрюшинно) на уровне XII грудного — II поясничного позвонков слиянием правого и левого поясничных лимфатических стволов (лат. trunci lumbales dexter et sinister).

## Части грудного протока

### Брюшная часть
Брюшная часть (лат. pars abdominalis) — начальная часть грудного протока, в большинстве случаев имеет расширение, так называемую цистерну грудного протока (лат. cisterna chyli). Стенка брюшной части грудного протока сращена с правой ножкой диафрагмы, при этом во время дыхательных движений сжимается стенка грудного протока, и тем самым лимфа проталкивается вперёд. Из брюшной полости грудной проток проходит через диафрагму в её аортальном отверстии, попадая в заднее средостение и располагаясь на передней стороне позвоночного столба, позади пищевода, между аортой (её грудной частью) и непарной веной (лат. v. azygos).

### Грудная и шейная части
Грудная часть (лат. pars thoracica) — самая длинная, простирается от аортального отверстия диафрагмы до верхней апертуры грудной клетки (где переходит непосредственно в шейную часть (лат. pars cervicalis)). Сначала грудной проток идёт вертикально вверх правее срединной линии, после (на уровне VI—VII грудных позвонков) начинает слегка отклоняться влево, а на уровне II—III грудных позвонков выходит из-под левого края пищевода, продолжая подниматься вверх. В верхнем средостении слева от него находится левая медиастинальная (средостенная) плевра, справа — пищевод, сзади — позвоночный столб. На уровне V—VII шейных позвонков шейная часть грудного протока изгибается, образуя так называемую дугу грудного протока (лат. arcus ductus thoracici), огибает купол плевры сверху и несколько сзади, после — открывается в левый венозный угол (образованный левой подключичной и левой яремной венами) или в конечные отделы образующих его вен. Примерно в половине случаев перед впадением в вену грудной проток имеет второе расширение, также часто впадает не как самостоятельный сосуд, а образует два, три или четыре стволика.

## Строение
На протяжении всего грудного протока он имеет около 7—9 клапанов, препятствующих обратному току лимфы. Стенка грудного протока подобно любому полому органу имеет внутреннюю, среднюю (мышечную) и наружную оболочки.
Иногда встречается удвоение нижней половины грудного протока (рядом с основным стволом идёт добавочный грудной проток), иногда — местные расщепления грудного протока.